# حیدرآباد (خرم‌بید)
حیدرآباد یا قال‌گرگی روستایی در دهستان خرمی بخش مرکزی شهرستان خرم‌بید استان فارس ایران است.

## جمعیت
بر پایه سرشماری عمومی نفوس و مسکن در سال ۱۳۹۵ جمعیت این روستا ۷۵ نفر (۲۴ خانوار) بوده‌است.